# Kreatives Milieu
Bei kreativen Milieus (auch innovatives Milieu) handelt es sich um einen in der Wirtschaftsgeographie verbreiteten Netzwerkansatz, der versucht, die Bedeutung lokaler Unternehmensnetzwerke für die Generierung von Wissen und Innovationen zu erklären.  
Wichtigste Grundlage für den wirtschaftlichen Erfolg einer Region sind demnach persönliche Beziehungen der verschiedenen Akteure aus Wirtschaft und Politik. Diese dienen dem kreativen Austausch von Ideen und der Etablierung gemeinsamer Leitbilder und Ziele für eine Wirtschaftsregion.

## Kreative Milieus und Industriedistrikte
Der Ansatz steht in enger Verbindung zu Industrial districts und anderen Netzwerkansätzen wie den Clustern. Die Debatte über kreative Milieus entsprang dem Bedeutungsgewinn regionaler Produktionsnetzwerke und Industriedistrikte. Dieser Ansatz entstand dabei in den 1980er Jahren parallel zu den Diskussionen über die Industriedistrikte Italiens. Ebenso wie im Industriedistrikt-Konzept werden Unternehmen nicht isoliert betrachtet, sondern auch im Kontext der lokalen Bedingungen und der dortigen sozio-institutionellen Strukturen. Im Hinblick auf die Theorieentwicklung von wirtschaftsgeographischen Standortmodellen ist dies ein Verdienst dieser beiden Ansätze, da die traditionellen Standortmodelle (z. B. bei Alfred Weber und Johann Heinrich von Thünen) grundsätzlich von Ein-Betriebs-Unternehmen ausgingen. Beide Konzepte besitzen insgesamt zwar einen ähnlichen Ansatzpunkt, jedoch wurden sie weitgehend unabhängig voneinander entwickelt.

## Die drei Dimensionen der kreativen Milieus
Nach Bathelt und Glückler (2012) konstituieren sich kreative Milieus aus den folgenden drei Merkmalen:
1. Lokalisiertes Produktionssystem
Dieser Begriff beschreibt, dass sich kreative Milieus aus einer räumlichen Anhäufung von Unternehmen, Zulieferern, Kunden und Dienstleistern zusammensetzen. Diese Akteure sind auf vielfältige Weise miteinander verflochten. Dabei sind sie verbunden durch Güter-, Arbeitsmarkt-, Technologie- und Informationsverflechtungen. Es handelt sich hierbei also um die lokalisierte Form einer Wertschöpfungskette mit Transaktionskostenvorteilen (entstehen durch räumliche Nähe).
2. Sozio-institutionelle Einbettung
Unternehmensübergreifende Netzwerke in kreativen Milieus bestehen nicht nur aus den in Punkt 1 erwähnten Verflechtungen, sondern sie sind auch auf andere Weise miteinander verbunden. Sie sind eingebettet (embeddedness) in formelle und informelle Institutionen. Der Begriff Institution bezeichnet hierbei das Vorhandensein von formellen und informellen Regelwerken und Normen. Formelle Institutionen sind beispielsweise Ausbildungszentren und Forschungseinrichtungen. Informelle dagegen beschreiben Dinge wie Vertrauen, Gewohnheiten und eine gemeinsame lokal vorhandene Kultur.
3. Innovations- und Lernprozesse
Mit der Zeit entsteht in lokalisierten Produktionssystemen eine gemeinsame Wissensbasis. Diese ergibt sich aus den zahlreichen formellen und informellen Kommunikations- und Informationsflüssen innerhalb der entsprechenden Region (z. B. durch persönliche Treffen). Da dieses kollektive Wissen größtenteils nur lokal vorhanden ist, entstehen daraus Wettbewerbsvorteile.